# Смоленець (Ленінградська область)
Смоленець (рос. Смоленец) — селище у Тихвінському районі Ленінградської області Російської Федерації.
Населення становить 6 осіб. Належить до муніципального утворення Тихвінське міське поселення.

## Історія
Населений пункт розташований на історичній Новгородській землі, знищеній Московським царством у 15 столітті.
Згідно із законом від 1 вересня 2004 року № 52-оз належить до муніципального утворення Тихвінське міське поселення.

## Населення
| 1910 | 1954 | 1958 | 1997 | 2002 | 2007 | 2010 |
| ---- | ---- | ---- | ---- | ---- | ---- | ---- |
| 4    | ↗35  | ↗99  | ↘9   | ↘8   | ↗11  | ↘6   |